# Michael Heath
Michael Steward Heath (* 9. April 1964 in McAllen) ist ein ehemaliger US-amerikanischer Schwimmer. Er schrieb sich an der University of Florida ein und gehörte 1983 und 1984 der in den NCAA-Wettkämpfen siegreichen Schulmannschaft an.
Ebenfalls 1984 trat er bei den Olympischen Sommerspielen in Los Angeles an und vermochte dort mit den Staffeln drei Goldmedaillen zu gewinnen. In einem Einzelrennen sicherte er sich zudem den zweiten Platz. Im Jahre 1986 errang er bei den Schwimmweltmeisterschaften in Madrid mit den Staffeln eine Gold- und eine Bronzemedaille.
Heute ist Heath Assistenztrainer im Spartan Aquatic Club in Orange Park im US-Bundesstaat Florida.